# Štirovica
Štirovica (makedonsky: Штировица) je zaniklá vesnice v Severní Makedonii. Nacházela se na území opštiny Gostivar v Položském regionu.
Žili zde obyvatelé makedonské národnosti a vyznávali islám. Často byli mylně označováni za Albánce. Dnes území bývalé obce spadá pod správu vesnice Brodec.

## Historie
V 19. století byla vesnice součástí Osmanské říše. Podle sčítání lidu z roku 1837 zde bylo 100 domácností a žilo zde 235 muslimů.
Podle záznamů Vasila Kančova z roku 1900 zde žilo 400 obyvatel makedonské národnosti.